# Opstanden in Irak sinds 2003

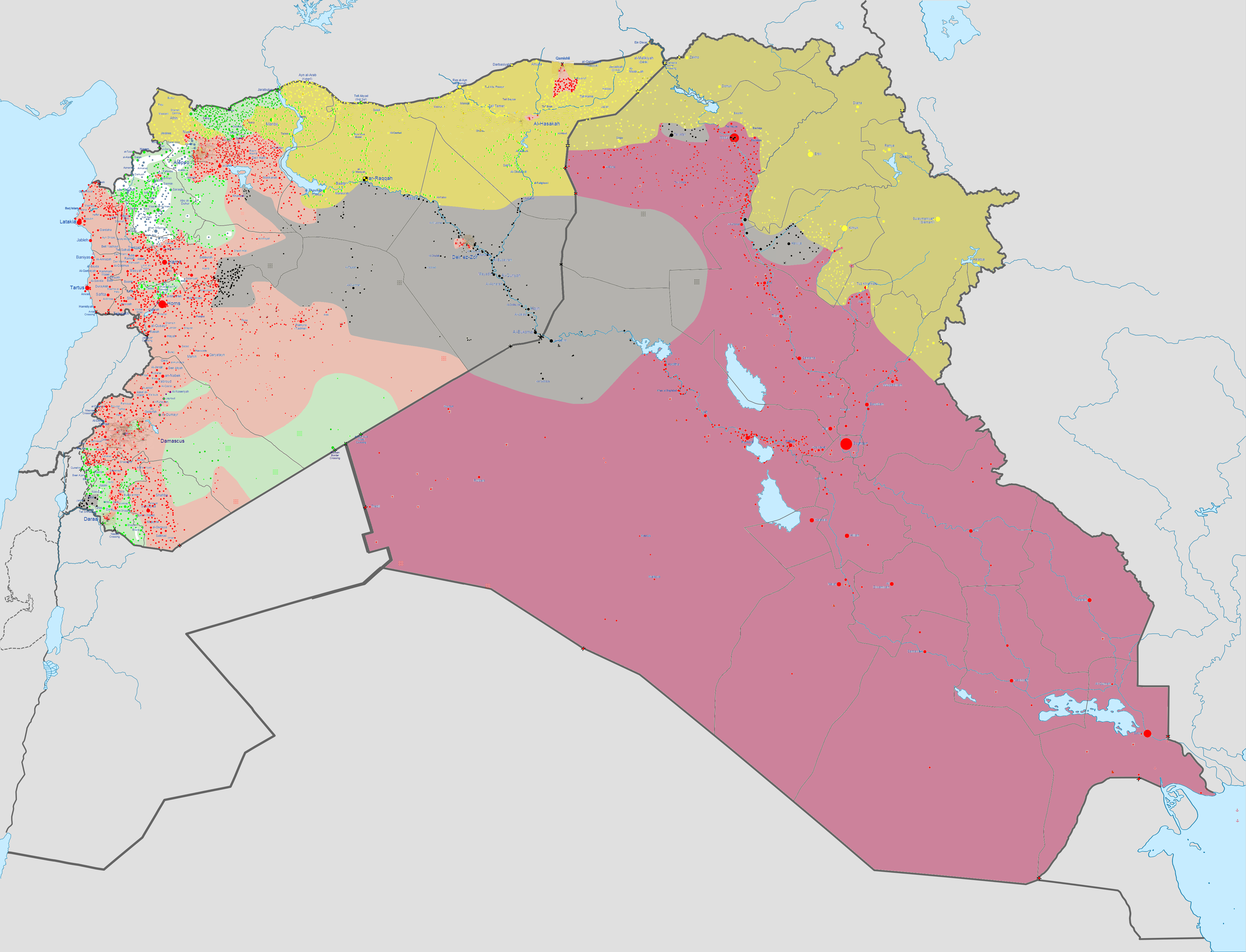
Militaire situatie in Irak en Syrië (februari 2015).
In handen van de Iraakse overheid
In handen van de Islamitische Staat (in Irak en de Levant) (IS)
In handen van de Iraakse Koerden
In handen van de Syrische overheid
In handen van andere Syrische rebellen (Islamitisch Front, Jabhat al-Nusra en VSL)
In handen van de Syrische Koerden

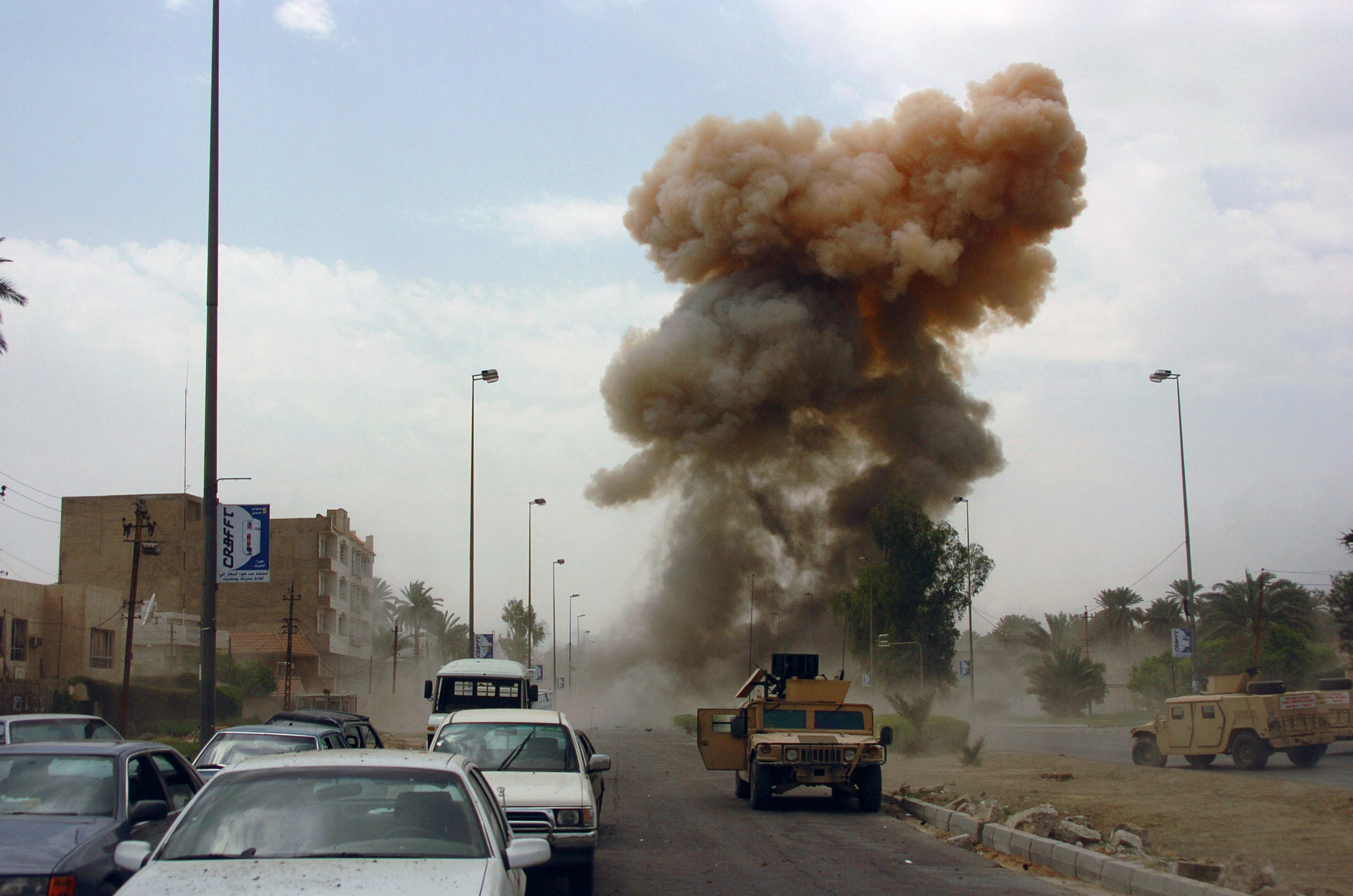
Explosie van een autobom in Bagdad, april 2005

Sinds de Amerikaanse inval in 2003 vindt in Irak hevig en gewelddadig verzet plaats, in eerste instantie tegen het nieuwe gezag van de Stabilisation Force Iraq en later tegen de regering van Irak. De toestand was vooral tot 2007 zo ernstig dat westerse media en de secretaris-generaal van de Verenigde Naties Kofi Annan spreken van een burgeroorlog. De Amerikaanse en Iraakse regering zijn het met deze kwalificatie niet eens.
Aanvankelijk waren bijna alle actieve opstandelingen binnen- en buitenlandse soennitische Arabieren. De soennitisch-Arabische bevolking, 20 procent van de Irakezen, domineerde tot de val van Saddam Hoessein het regime van de republiek. Het aandeel van de sjiieten in het geweld tegen de vermeende bezetter was in eerste instantie minder, maar is de afgelopen tijd groter geworden. Na 2007 werd het rustiger in Irak, maar aanslagen bleven plaatsvinden. Het gebied in het uiterste noorden, waar het Koerdische zelfbestuur een grondwettelijke status kreeg, werd echter nauwelijks door geweld getroffen. In 2008 nam het aantal aanvallen van gewapende groeperingen af, maar er bleven maandelijks honderden doden vallen door geweld. Zowel in 2010 als in 2011 vielen er nog ruim 4000 burgerslachtoffers in Irak. Volgens afspraak verliet het Amerikaanse leger Irak in december 2011. De Iraakse regering was hierna echter niet in staat het geweld te beteugelen, waarvan de Islamitische Staat in Irak en de Levant (ISIL) gebruik kon maken. In 2014 was ISIL zo machtig geworden, dat de situatie escaleerde tot een volledige burgeroorlog.

## Verloop Golfoorlog
Op 20 maart begon de zogenaamde Coalition of the willing de oorlog. Amerikaanse vliegtuigen bombardeerden doelen in Bagdad. De opmars van de Amerikanen, Britten, Polen en Australiërs verliep voorspoedig. Veelvuldig werden vitale werken van infrastructuur, zoals bruggen, opgeblazen. Op 9 april veroverden de grondtroepen Bagdad en op 14 april werd Tikrit, Saddams thuisbasis, veroverd. Op 1 mei verklaarde president George W. Bush dat de oorlog ("major combat operations") voorbij was. Wel verwachtte de coalitie nog wat verzetshaarden aan te treffen. Tot dan toe waren in totaal 130 Amerikaanse soldaten omgekomen. Twee jaar later hadden al meer dan 1500 Amerikaanse soldaten het leven gelaten tijdens de op de oorlog volgende bezetting van Irak.
Op 14 juni 2005 gaf Donald Rumsfeld, minister van Defensie van de VS, toe dat Irak nu niet veiliger was dan in 2003, juist na de val van Saddam Hoessein.

## Samenstelling
De Iraakse opstandelingen zijn samengesteld uit een tiental grotere verzetsorganisaties en talloze kleinere cellen. Qua ideologie kan het worden onderverdeeld in drie groepen: Ba'athisme, nationalisme en islamisme. 
- De Ba'athisten zijn samengesteld uit voormalige notabelen van de Ba'ath-partij, de Fedayeen Saddam, een aantal voormalige agenten van de Iraakse geheime dienst en veiligheidsdiensten. Hun doel was, in ieder geval voor de gevangenneming van Saddam Hoessein, het herstel van het voormalige Ba'ath regime. Het Ba'athregime had zijn machtsbasis onder de soennitische moslims, terwijl die groep een minderheid vormt in Irak. Deze privileges zijn door de Amerikanen en de nieuwe Iraakse regering ingetrokken, waardoor veel voormalige Ba'athleden hun baan verloren. Vooral zij zijn erop gebrand de privileges die ze hadden onder het regime van Saddam Hoessein terug te winnen, door middel van gericht geweld tegen de buitenlandse troepen en de Iraakse instanties. Verder hebben deze groepen een aversie jegens sjiieten en Koerden en tegen hen gebruiken ze ook geweld.
- De nationalistische groeperingen bestaan uit voormalige leden van het Iraakse leger en uit normale Irakezen. Door in mei 2003 het Iraakse leger en andere organisaties te ontbinden, dreef de Coalition Provisional Authority deze groep verder van zich af, wat verstrekkende gevolgen zou hebben.[2] Hun redenen om tegen de bezetting te strijden lopen uiteen van een principiële verwerping van buitenlandse aanwezigheid tot Amerikaans falen om snel de macht over te dragen. Ook Irakezen van wie familieleden gedood zijn door Amerikaanse soldaten maken deel uit van het nationalistische verzet vanwege de Iraakse code van bloedwraak. Behalve het uitdrijven van de buitenlandse troepen uit Irak wordt er geen coherent politiek doel nagestreefd door het nationalistische verzet.
- De islamitische opstandelingen bestaan uit drie hoofdstromen:
  - Irakezen die behoren tot de salafistische tak van het soennisme, die een terugkeer wenst naar de pure islam uit de dagen van Mohammed en tegen elke invloed van niet-moslims gekant is. Het geloof en de gebruiken van de salafistische islam zijn vergelijkbaar met die van de wahabieten in buurland Saoedi-Arabië, waar Osama bin Laden ook deel van uitmaakte. Behalve tegen de regering en de Amerikanen wordt ook geweld gebruikt tegen sjiieten en religieuze minderheden.
  - Buitenlandse strijders die het land zijn binnengekomen en die Irak zien als het nieuwe "strijdveld van de Jihad" tegen de Verenigde Staten. Er wordt algemeen aangenomen dat de meesten vrijwillige strijders zijn, met waarschijnlijk ook een aantal leden van al Qaida en de aan hen gerelateerde groep Ansar al-Islam. Sinds de opstand begon, hebben de moslims steevast aan invloed gewonnen binnen het Iraakse verzet en sinds de gevangenname van Saddam Hoessein hebben ze de leidende rol in de opstand overgenomen van het afnemende Ba'ath verzet. Abu Musab al-Zarqawi wordt gezien als hun leider. Het conflict wordt door de buitenlandse strijders ook gebruikt als mogelijkheid om met wapens en explosieven te trainen, net zoals in de (eerdere) conflicten in Afghanistan, Bosnië en Herzegovina en Tsjetsjenië. De opgedane kennis en ervaring zou dan later bij aanslagen in hun thuisland gebruikt kunnen worden.
Uit zowel een Saoedische, als een Israëlische studie van buitenlandse strijders die naar Irak wensten te gaan, blijkt dat bijna geen van hen voordien banden hadden met Al Qaida of andere terroristische organisaties, maar juist radicaliseerden als gevolg van de Irak-oorlog. Evenals Iraakse salafistische groepen gebruiken ook buitenlandse jihadisten geweld tegen de regering, de Amerikanen, sjiieten en religieuze minderheden.
  - sjiitische moslims onder leiding van Moqtada al-Sadr. Het Mahdi-leger van al-Sadr bezette de Imam Alimoskee in Najaf, maar trok zich na bemiddeling van Ali al-Sistani terug. Ze mochten hun wapens echter houden en blijven een bron van verzet. Een wijk van Bagdad, Sadr-stad, waar zo'n twee miljoen mensen wonen, is ook sjiitisch en staat onder 'los' bevel van al-Sadr. Ook hier zijn opstanden geweest en blijven aanslagen plaatsvinden. Na escalatie van het geweld en de opmars van ISIL hebben veel sjiitische milities een gelegenheidsverbond met de regering gesloten.

## Omvang

### Soennitisch oproer
Schattingen van het totale aantal Iraakse guerrilla's lopen uiteen. Het Amerikaanse leger schat dat de kern van de beweging bestaat uit zo'n 5000 vechters, hetgeen samen met actieve sympathisanten en parttime rebellen neer kan komen op 50.000 (volgens een CIA-rapport). De meeste intense rebellenactiviteiten vinden plaats in Bagdad en de driehoek die zich uitstrekt van het westen van de hoofdstad tot aan de stad Ramadi en Tikrit in het noorden, een gebied dat ook bekendstaat als de Soennitische driehoek. Guerrilla-activiteit vindt ook plaats rond al-Qaim in het westen van Irak en rond de steden Mosoel en Kirkoek in het noorden, evenals in een aantal andere gebieden van het land. In de westelijke regio's van de Soennitische Driehoek, inclusief het gebied rond Fallujah en Ramadi, hebben de rebellen ten tijde van april 2004 controle ingenomen over het grootste deel van de stedelijke gebieden.

### Sjiitische opstand van april 2004
Tot april 2004 bleef het zuidelijke deel van Irak relatief vrij van het guerrillageweld dat had toegeslagen in de soennitische regio's van centraal Irak (met de noemenswaardige uitzondering van een reeks zelfmoordaanslagen waarvan soennitische moslims verdacht worden).
Dit veranderde toen de radicale sjiitische geestelijke Moqtada al-Sadr op 4 april 2004 zijn volgelingen opriep een gewapende opstand te beginnen. Dit was het gevolg van de door de coalitie afgedwongen sluiting van krant van al-Sadr, al-Hawza, en na de arrestatie van een van zijn volgelingen op verdenking van moord. Ook het politieke aanzien van al-Sadr was de maanden daarvoor afgenomen. Dit alles had tot gevolg dat al-Sadr opriep tot een gewapende opstand. al-Sadrs Mahdi-Leger begon gecoördineerde aanvallen op de coalitiemacht in het gehele zuiden en nam op 7 april controle over de steden Najaf, Koefa, al Koet en delen van Bagdad en andere zuidelijke steden. Dit leger telt naar schatting tussen de 3000 en 10.000 man.

## Tactiek en methodes van de guerrilla

### Executies
Tientallen Iraakse politiemannen, militairen en medewerkers van ministeries worden vanuit voorbijrijdende auto's of middels sluipschutters doodgeschoten in Irak. Een aanval die in het bijzonder de media haalde, was het doodschieten van 2 van de 14 soennitische leden van het comité dat voor 15 augustus 2005 een nieuwe grondwet voor Irak moet samenstellen. Ten gevolge van deze aanval trokken de overige soennitische leden van het comité zich terug.

### Explosieven en bomaanslagen op afstand
Typische Iraakse guerrilla-aanvallen tegen de Alliantie nemen de vorm aan van aanvallen op VS-konvooien en patrouilles met geïmproviseerde explosieven (Improvised Explosive Devices, of IED's). Deze bermbommen, zelfgemaakt of vervaardigd van wapentuig van het voormalige Iraakse leger, worden gecamoufleerd verstopt op hoofdwegen en tot ontploffing gebracht met een afstandsbediening of een kabeltje wanneer een konvooi of een patrouille passeert.
Meer en meer blijkt sinds de zomer van 2005 dat de explosieven speciaal gevormde ladingen bevatten om de ontploffingen beter te 'sturen' en zo gemakkelijker door de pantsering van militaire voertuigen te breken. Amerikaanse militairen gaan ervan uit dat deze vaardigheid aangeleerd werd door de Hezbollah, die soortgelijke technieken toepaste tegen het Israëlische leger.
Een voorbeeld van de effectiviteit van deze bommen was bijvoorbeeld een aanslag in de buurt van Haditha op 3 augustus 2005, waarbij 14 mariniers het leven lieten.
Aanslagen met bermbommen zijn de hoofdoorzaak van coalitieslachtoffers in Irak. In 2005 is het aantal aanvallen met bermbommen langs voorraadroutes (vertrekkende uit Jordanië, Koeweit & Turkije en gaande naar Bagdad) tegen de coalitietroepen verdubbeld naar zo'n 30 aanvallen per week. Het aantal dodelijke slachtoffers is echter niet evenredig gestegen door verhoogde bepantsering.

### Mortieren
Een andere gebruikelijke aanvalsvorm bestaat uit hit-and-run mortieraanvallen op Alliantiebases. Rebellen vuren een aantal mortieren of raketten af en maken zich uit de voeten voordat hun positie kan worden bepaald door de Alliantie. Sinds het begin van november 2003 zijn ook helikopters een regelmatig doelwit. De rebellen liggen op de wacht voor helikopters en vallen de heli's van achteren aan. De gebruikte wapens zijn onder andere raket-aangedreven granaten en heat-seeking shoulder fired missiles zoals de SA-7, SA-14, en in één geval de SA-16. Zelfmoordaanvallen worden gebruikt bij grotere aanvallen om maximale media-aandacht te krijgen. De meeste aanvallen bestonden voorheen vooral uit hinderlagen met raket-aangedreven granaten en kleine vuurwapens, maar dit type aanvallen is afgenomen en heeft plaatsgemaakt voor aanvallen zonder direct contact, om de kans op slachtoffers bij de rebellen te verkleinen.

### Ontvoeringen, onthoofdingen en overige acties tegen buitenlanders
Regelmatig ontvoeren verschillende Iraakse groepen buitenlanders in Irak. Dit zijn zowel westerlingen als andere moslims die werkzaam zijn in Irak. Vaak is de eis van de ontvoerders dat de regeringen zich terug moeten trekken uit Irak.
De wereld is geschokt als blijkt dat de Amerikaan Nick Berg onthoofd wordt op een video die via het Internet verspreid wordt. Ook andere groepen maken later video's van onthoofdingen.
De ontvoeringen van moslims en inwoners van niet-westerse landen lijkt op het eerste gezicht vreemd, maar is dat niet. Zij komen bijvoorbeeld uit Koeweit, Turkije en Egypte en het betreft vaak chauffeurs of wegwerkers. De ontvoerders zijn het niet eens met het feit dat de buitenlanders werk uitvoeren dat eigenlijk door Irakezen gedaan kan worden.
Ook hulpverleners, zoals Kim Sung Il uit Zuid-Korea of twee vrouwen uit Italië ('de Simona's') worden het slachtoffer van ontvoeringen, evenals twee Franse journalisten.
De Simona's worden na Italiaanse bemiddeling vrijgelaten, waarna een volksfeest uitbarst in Rome en andere Italiaanse plaatsen. In de media verschijnen geruchten dat voor hun vrijlating 1 miljoen euro betaald zou zijn. In augustus 2005 verklaart Maurizio Scelli, de uitgaande voorzitter van het Italiaanse Rode Kruis dat in ruil voor de vrijlating van de twee Simona's, vier Iraakse opstandelingen door het Rode Kruis verzorgd werden en dat de Verenigde Staten niet op de hoogte werden gesteld van deze overeenkomst.
In juli 2005 vinden ook ontvoeringen van diplomaten plaats. Na de ontvoering op 2 juli in Bagdad en de daaropvolgende executie van Ihab al-Sherif, de hoogste Egyptische diplomatieke vertegenwoordiger en bestemd om ambassadeur van Egypte te worden, werd de hoogste Algerijnse diplomatieke vertegenwoordiger op 21 juli op klaarlichte dag in het zwaar bewaakte westelijke district Mansour van Bagdad ontvoerd.
Diplomaten van Bahrein en Pakistan werden beschoten, met enkel lichte verwondingen tot gevolg. Deze nieuwe tactiek blijkt vruchten af te werpen, want tot op heden heeft nog geen Arabisch land een ambassadeur naar Irak gestuurd.

### Sabotage
Sabotage, zoals het opblazen van oliepijpleidingen, komt veel voor: zowel in het noordwesten, waar een pijpleiding naar Syrië en Turkije naar de Middellandse Zee loopt als in het zuiden, waar verschillende pijpleidingen naar de Perzische Golf lopen.

### Straatgevechten
Milities bezetten wijken, vaak wonen zij daar zelf, en laten vervolgens geen Amerikanen en of Iraakse legertroepen hun wijk binnen.
In een poging om een burgeroorlog tussen de verschillende Iraakse stammen uit te lokken heeft het verzet geëxperimenteerd met massamoorden op Iraakse burgers om vervolgens geruchten te verspreiden met als doel haat tussen stammen te kweken. Een onderschepte brief van een rebellenleider gaf aan dat dit een centrale strategie zou worden, een jaar nadat aanvallen tegen coalitietroepen niet hadden geleid tot grote resultaten - met name in de vorm van een terugtocht van de coalitie.

### Zelfmoordaanslagen
Zelfmoordaanslagen, al dan niet met behulp van autobommen, hebben sinds 2005 de overhand gekregen. Zelfmoordaanslagen hebben plaatsgevonden in de Groene Zone, op Amerikaanse en op Iraakse legerbases. Favoriete doelwitten zijn de rekruteringscentra van het Iraakse leger.

## Aantal aanvallen en slachtoffers bij de coalitie

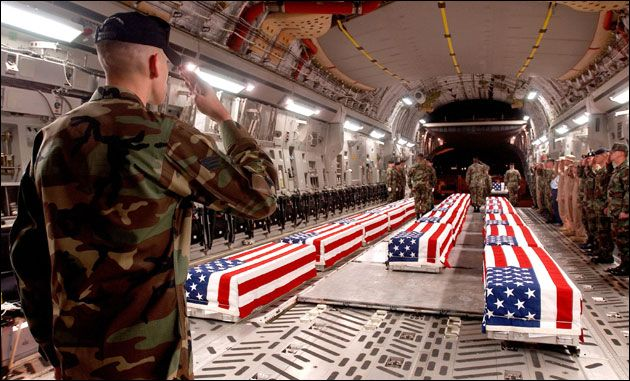
Amerikaanse slachtoffers

Het aantal guerrilla-aanvallen op de coalitietroepen telde begin juni 2003 tussen de 12 en 20 aanvallen per dag, met als uitzondering de plotselinge toename in november 2003 toen er op sommige dagen 50 aanvallen per dag werden gemeld. Sindsdien is het aantal aanvallen echter gestadig gestegen tot ongeveer 80 per dag, met als korte uitzondering een iets kalmere periode net na de Iraakse verkiezingen. In juli 2005 bedroeg het aantal aanvallen op coalitietroepen 68 per dag.

### Slachtoffers bij het Amerikaanse leger
Op 7 september 2004 werd bekend dat het duizendste Amerikaanse slachtoffer viel bij gevechten in Fallujah.
Begin september 2004 waren zo'n 7000 Amerikaanse soldaten gewond geraakt.
Op de website van de Washington Post, een van de belangrijkste kranten in de VS, wordt bijgehouden hoeveel Amerikaanse soldaten sterven.
De aanhoudende stroom slachtoffers heeft er deels voor gezorgd dat in juni 2005 60 procent van de Amerikaanse bevolking een gedeeltelijke of gehele terugtrekking van de Amerikaanse troepen voorstond en dat ongeveer 56 procent de oorlog niet de moeite waard vond.
Op 6 juli 2005 werd bekend dat het 1750e Amerikaanse slachtoffer was gesneuveld bij een aanslag met een geïmproviseerde bom (Improvised Explosive Device).
| Aantal Amerikaanse gesneuvelden per maand |            |        |        |
| Maand                                     | In gevecht | Anders | Totaal |
| 2003                                      |            |        |        |
| Maart                                     | 58         | 7      | 65     |
| April                                     | 50         | 24     | 74     |
| Mei                                       | 6          | 31     | 37     |
| Juni                                      | 18         | 12     | 30     |
| Juli                                      | 28         | 20     | 48     |
| Augustus                                  | 16         | 19     | 35     |
| September                                 | 18         | 13     | 31     |
| Oktober                                   | 33         | 11     | 44     |
| November                                  | 69         | 13     | 82     |
| December                                  | 25         | 15     | 40     |
| 2004                                      |            |        |        |
| Januari                                   | 39         | 8      | 47     |
| Februari                                  | 12         | 8      | 20     |
| Maart                                     | 35         | 17     | 52     |
| April                                     | 126        | 9      | 135    |
| Mei                                       | 62         | 18     | 80     |
| Juni                                      | 37         | 5      | 42     |
| Juli                                      | 44         | 10     | 54     |
| Augustus                                  | 55         | 11     | 66     |
| September                                 | 70         | 10     | 80     |
| Oktober                                   | 56         | 7      | 63     |
| November                                  | 125        | 12     | 137    |
| December                                  | 58         | 14     | 72     |
| 2005                                      |            |        |        |
| Januari                                   | 54         | 53     | 107    |
| Februari                                  | 42         | 16     | 58     |
| Maart                                     | 31         | 4      | 35     |
| April                                     | 46         | 6      | 52     |
| Mei                                       | 67         | 13     | 80     |
| Juni                                      | 69         | 9      | 78     |
| Juli                                      | 45         | 9      | 54     |
| Augustus                                  | 75         | 10     | 85     |
| September                                 | 42         | 7      | 49     |
| Oktober                                   | 78         | 18     | 96     |
| November                                  | 70         | 14     | 84     |
| December                                  | 57         | 11     | 68     |
| 2006                                      |            |        |        |
| Januari                                   | 42         | 20     | 62     |
| Februari                                  | 46         | 9      | 55     |
| Maart                                     | 26         | 5      | 31     |
| April                                     | 65         | 11     | 76     |
| Mei                                       | 57         | 12     | 69     |
| Juni                                      | 57         | 4      | 61     |
| Juli                                      | 38         | 5      | 43     |
| Augustus                                  | 58         | 7      | 65     |
| September                                 | 61         | 11     | 72     |
| Oktober                                   | 99         | 7      | 106    |
| November                                  | 59         | 10     | 69     |
| December                                  | 95         | 17     | 112    |
| 2007                                      |            |        |        |
| Januari                                   | 78         | 5      | 83     |
| Februari                                  | 71         | 9      | 80     |
| Maart                                     | 71         | 10     | 81     |
| April                                     | 96         | 8      | 104    |
| Mei                                       | 106        | 8      | 114    |
| Totaal                                    | 2.836      | 622    | 3.465  |

#### Slachtoffers bij het Nederlandse leger
Twee Nederlandse militairen zijn omgekomen in Irak:
- op 10 mei 2004 overleed Dave Steensma, 1e sergeant van de Luchtmobiele Brigade, bij een granaataanval.
- op 14 augustus 2004 overleed wachtmeester-1 Jeroen Severs van de Koninklijke Marechaussee toen zijn patrouille in een hinderlaag liep.

#### Slachtoffers bij troepen van andere leden van de coalitie
| Aantal gesneuvelden bij andere leden en oud-leden van de coalitie |     |
| Australië                                                         | 2   |
| Bulgarije                                                         | 13  |
| Denemarken                                                        | 6   |
| El Salvador                                                       | 5   |
| Estland                                                           | 2   |
| Hongarije                                                         | 1   |
| Italië                                                            | 33  |
| Kazachstan                                                        | 1   |
| Letland                                                           | 3   |
| Nederland                                                         | 2   |
| Oekraïne                                                          | 18  |
| Polen                                                             | 20  |
| Roemenië                                                          | 2   |
| Slowakije                                                         | 4   |
| Spanje                                                            | 11  |
| Thailand                                                          | 2   |
| Verenigd Koninkrijk                                               | 148 |
| Totaal                                                            | 273 |

### Slachtoffers onder leden van de Iraakse Veiligheidstroepen
Hiermee wordt bedoeld de Iraakse troepen onder controle van Amerika na de invasie.
| Gesneuvelde Iraakse militairen/politie per maand |        |
| Maand - Jaar                                     | Aantal |
| 2003                                             |        |
| Maart                                            | 202    |
| April                                            | 340    |
| Mei                                              | 55     |
| Juni                                             | 147    |
| Juli                                             | 226    |
| Augustus                                         | 181    |
| September                                        | 247    |
| Oktober                                          | 413    |
| November                                         | 336    |
| December                                         | 261    |
| 2004                                             |        |
| Januari                                          | 187    |
| Februari                                         | 150    |
| Maart                                            | 324    |
| April                                            | 1.213  |
| Mei                                              | 759    |
| Juni                                             | 588    |
| Juli                                             | 552    |
| Augustus                                         | 895    |
| September                                        | 709    |
| Oktober                                          | 650    |
| November                                         | 1.429  |
| December                                         | 544    |
| 2005                                             |        |
| Januari                                          | 497    |
| Februari                                         | 414    |
| Maart                                            | 371    |
| April                                            | 596    |
| Mei                                              | 575    |
| Juni                                             | 512    |
| Juli                                             | 477    |
| Augustus                                         | 541    |
| September                                        | 545    |
| Oktober                                          | 605    |
| November                                         | 400    |
| December                                         | 413    |
| 2006                                             |        |
| Januari                                          | 290    |
| Februari                                         | 343    |
| Maart                                            | 497    |
| April                                            | 433    |
| Mei                                              | 440    |
| Juni                                             | 459    |
| Juli                                             | 524    |
| Augustus                                         | 586    |
| September                                        | 791    |
| Oktober                                          | 780    |
| November                                         | 543    |
| 2007                                             |        |
| Januari                                          | 631    |
| Februari                                         | 50     |
| Maart                                            | 215    |
| April                                            | 300    |
| Mei                                              | 56     |
| Totaal                                           | 23.417 |

Amerikaanse veteranenorganisaties en Barack Obama maakten op 7 februari 2007 (drie dagen voordat Obama zich kandidaat stelde als president) bekend dat de Amerikaanse regering een vals beeld schetst over het aantal gewonde soldaten. Verwondingen die militairen buiten het slagveld oplopen worden vaak niet in de officiële cijfers opgenomen. Wanneer alle gewonden meegerekend worden, bijvoorbeeld door ziektes, ongelukken met voertuigen en ernstige sportblessures, loopt het totaal op tot 53 duizend gewonden.

### Andere slachtoffers
Naast militairen zijn ook andere buitenlanders het slachtoffer geworden. Hieronder bevinden zich diplomaten, buitenlandse arbeiders, bewakers of werknemers van zogenaamde particuliere militaire uitvoerders, journalisten, hulpverleners, missionarissen en anderen. Een (onvolledige) lijst met gesneuvelde particuliere militaire uitvoerders kan men -evenals een lijst met gesneuvelde journalisten- terugvinden op de icasualties-website.

## Bevolkingssteun
Het lijkt alsof de Iraakse opstandelingen een gedeeltelijke bevolkingssteun heeft in de Soennitische Driehoek, vooral in steden als Fallujah. Het belang van de stam of clan en de heersende opvattingen over trots en eerwraak, het prestige dat velen genoten gedurende het voormalige regime, en burgerslachtoffers bij acties van de VS hebben bij veel Soennieten geleid tot een afkeer van de bezetting.
Buiten de Soennitische Driehoek en in de sjiitische en Koerdische gebieden werd geweld meestal geschuwd, in elk geval tot aan april 2004. Velen, vooral in de sjiitische gemeenschap, zijn niet tevreden met een aantal aspecten van de toenmalige, door de VS geleide bezetting. Spontane vreedzame protesten tegen de bezetting vonden plaats in de sjiitische regio's. Veel sjiieten en Koerden hebben geleden onder de zware vervolging tijdens het bewind van Saddam Hoesseins regime en staan huiveriger tegenover het gebruik van geweld tegen de coalitiemacht.

### Peilingen
Peilingen geven begin 2004 aan dat ongeveer één derde van alle Soennieten fervente supporters zijn van de guerrilla's die aanvallen op VS-troepen als acceptabel beschouwen. In de provincie al-Anbar, waar Fallujah en Ramadi zich bevinden, steunt 70 procent van de bevolking de opstandelingen. Slechts 10 procent van de sjiieten steunde gewelddadig verzet in peilingen voor het oproer gestart door het al-Mahdi Leger. Op persfoto's waarop Amerikaanse tanks en pantservoertuigen in brand staan, zijn vaak juichende Irakezen te zien. De soennieten zijn in totaal 20 procent van de bevolking.
Onder Koerden is steun voor aanvallen op Amerikaanse troepen zeldzaam. De Koerden zijn 20 procent van de bevolking.
Een recent door de coalitietroepen uitgevoerde peiling (juni 2006) toont aan dat ongeveer 55 procent van de totale Iraakse bevolking de aanvallen van de opstandelingen steunt, tegenover 15 procent die de coalitietroepen steunt.

### Acties
Eind januari en begin februari 2004 werd een gezamenlijk statement in pamfletvorm verspreid door een tiental verzetsorganisaties met daarin de eed om controle over te nemen over Iraakse steden zodra de VS-bezettingsmacht zich terugtrekt, en waarin de geplande terugtrekking als een nederlaag voor de Amerikanen wordt voorgesteld. De reactie van Iraakse burgers varieerde sterk volgens meldingen, van "verwelkomd als het manifesto van een legitieme verzetsbeweging" tot afwijzing als "enkel gebral".

## De tegenaanval van de coalitie
De tegenaanval van de coalitie begon op 9 juni 2003, als antwoord op de toename van guerrilla-aanvallen die eind mei aanving. 2000 soldaten van Task Force Iron Horse voerden een veegactie uit over het schiereiland Thuluiya in de Soennitische Driehoek, waarbij 397 Irakezen gearresteerd werden in Operation Peninsula Sweep. Bijna alle arrestanten werden later vrijgelaten. Deze operatie werd kort daarop gevolgd door Operation Desert Scorpion, die de veegacties uitbreidde tot in plaatsen als Bagdad, Tikrit, Fallujah en Kirkoek.
Een kampement van meer dan zeventig buitenlandse strijders werd verwoest in de buurt van de stad Rawa, dicht bij de Syrische grens. In de loop van de zomer volgen andere operaties zoals Operation Sidewinder, Operation Soda Mountain, en Operation Ivy Serpent.
In september 2004 werd een zogenaamd pre-election offensive uitgevoerd, dat moet leiden tot oppakking van de leiders van het verzet, voor de Amerikaanse verkiezingen van november 2004 en de Iraakse verkiezingen van januari 2005.
Na een relatief rustige periode net na de verkiezingen, laaide het geweld en het Iraaks verzet in alle hevigheid weer op tijdens de daaropvolgende maanden.
Op 26 juli 2005 laat het Amerikaanse leger weten dat het 12.000 à 17.000 personen gevangen houdt in Irak. Onder hen Irakezen, rebellen, criminelen en toevallige omstanders.

## Iraakse guerrillagroeperingen
De grootste Iraakse guerrillagroeperingen omvatten, maar zijn niet beperkt tot, de volgende groepen:
- Mahdi-leger of het Jaish-i-Mahdi van Moqtada al-Sadr
- De Terugkeer, (Al-Doura), The Return, ("Al-Awda")
- Fedayeen Saddam
- Snake Party
- Black Banner Organization (ar-Rayat as-Sawda)
- Mohammad's Army (Jaish Mohammed)
- Iraaks Nationaal Islamitisch Verzet (1920 Revolutie Brigades, Muqawama al-Iraqi al-Islamiya)
- Islamic Resistance Movement(Harakat Al-Moqawama Al-Islamiya)
- Islamic Front for the Iraqi Resistance (al-Jabha al-Islamiya lil-Moqawama al-Iraqiya - JAMI)
- Ansar al-Islam (Grotendeels Koerdische groep, volgens sommigen: De Koerdische Al-Qaida)
- Jaish Ansar al-Sunnah
- Army of Right
- Nasserieten
- Mujahideen Bataljons van de Salafi Groep van Irak
- Liberating Iraq's Army
- Islamitisch Leger in Irak (Al-Jaish Al-Islami fil-Iraq)
- Al-Qaida In Irak (Tantheem Al-Qaeda fee BiladirRafidain)
- Al-Tawheed Wal-Jihad (Wakefulness and Holy War)
- Jaish al-Mudjahedeen (De Moedjahedien Groep Irak)
- Ba'atisten (Saddam regime aanhangers) (klein aantal groepen in de Soennitische Driehoek)
- Groep van Abu Theeb
- Jaish al-Rashideen
- Asaeb Ahl el-Iraq (Factions of the People of Iraq)
- Al-Jazeera Strijders (kleine groepering - heeft niets te maken met de televisiezender Al-Jazeera)
- Mujahideen Shura raad

Op 26 juli 2005 maakt het Pentagon bekend dat het Iraaks verzet geleid wordt door 8 tot 10 personen die regelmatig samenkomen (zowel in Irak zelf, als in Jordanië en Syrië).

## Terugtrekking van internationale troepen
Op 6 september 2005 overhandigden de Amerikaanse troepen de controle over de heilige stad Najaf over aan Iraakse troepen die "Lang leve al-Sistani" scandeerden.
Een week later verklaarde de Iraakse president Jalal Talabani dat het aantal Amerikaanse troepen eind 2005 met zo'n 50.000 manschappen (meer dan een derde van de 140.000 die zich in Irak bevinden) zou kunnen verminderd worden. Iraakse troepen zouden hun taak dan overnemen.
De Oekraïners en de Nooren hebben zich inmiddels teruggetrokken uit Irak. De Italianen en de Zuid-Koreanen staan op het punt van vertrek en het Verenigd Koninkrijk en de Japanners zullen wellicht later volgen.
Langzaam maar zeker reduceren de bondgenoten van de VS in Irak hun manschappen of trekken ze helemaal uit het land terug, terwijl de Iraakse strijdkrachten steeds meer taken overnemen.
Groot-Brittannië is met achtduizend manschappen de belangrijkste bondgenoot van de VS in Irak. Britse functionarissen hebben herhaaldelijk gezegd dat zij een deel daarvan nog dit jaar naar huis willen halen, maar dit is niet gelukt omdat het Iraakse leger toch niet goed genoeg zou zijn om zelf de veiligheid in het land over te nemen. Pas in december 2007 konden de Britten Basra, de grootste stad in zuidelijk Irak, overhandigen aan de Irakezen zelf. De Britten blijven zo lang als het nodig is, herhaalde de minister onlangs nog.
De president van Polen, Lech Kaczyński, zei tegen het persbureau AP dat zijn land de overgebleven 900 manschappen (2500 aan het begin van de oorlog) waarschijnlijk tot in 2007 zou houden maar verlengde dit later tot eind 2008.
Na een bijeenkomst achter gesloten deuren met de top van de LPD heeft de Japanse premier Junichiro Koizumi eind 2006 de Japanse troepen in de Zuid-Iraakse provincie al-Muthanna teruggehaald. De 600 Japanse militairen werkten mee aan de wederopbouw van Irak. De beslissing om het Japanse leger terug te trekken ging volgens de Japanse premier in goed overleg met de VS en andere bondgenoten.
In 2007 gooide president Bush het roer in Irak radicaal om met de zogenaamde surge. Het aantal Amerikaanse troepen in Irak werd flink uitgebreid om zo het land meer stabiliteit te bezorgen, hetgeen ook goeddeels lukte. De Verenigde Staten besloten in 2008 om voor het eind van 2011 alle troepen terug te trekken. Dit bewerkstelligde een vermindering van de onrust en in december 2011 verlieten de laatste Amerikaanse troepen Irak.

## Escalatie
Irak bleek echter, met uitzondering van de Koerdische Autonome Regio, niet goed in staat zelf de interne orde te handhaven. De onlusten namen na het vertrek van de Amerikanen weer toe en de verdeelde Iraakse regering had hier geen adequaat antwoord op.
De Iraakse staat zag zich nu geconfronteerd met de Islamitische Staat in Irak (ISI), een aan Al Qaida gelieerde salafistisch-jihadistische groep die zich, na in 2010 bijna door Iraakse en Amerikaanse troepen te zijn vernietigd, had gereorganiseerd onder leiderschap van Abu Bakr Al-Baghdadi. ISI profiteerde van het machtsvacuüm dat na het vertrek van de Amerikanen achterbleef. Bovendien nam de groep verschillende kleinere islamistische verzetsbewegingen op. Tevens sloot ISI een monsterverbond met de Baathloyalistische Naqshbandi, die veel (door de de-Baathisering brodeloos geworden) voormalige kaderleden uit Saddam Hoesseins regering en leger bevatte en ISI een bestuurlijk kader en militaire ervaring verschaften.
Toen de Syrische Burgeroorlog uitbrak, hernoemde ISI zichzelf tot de Islamitische Staat in Irak en de Levant (ISIL of ISIS) en begon ook in Syrië te opereren. Door ook daar kleinere, met buitenlandse steun bewapende groepen over te nemen of te verslaan, alsmede met op het Syrische leger buitgemaakte wapens, bouwde ISIS een geduchte legermacht op.
In januari 2014 begon ISIS in de provincie Anbar het Iraakse leger openlijk te confronteren en in enkele maanden tijd nam ISIS deze provincie vrijwel volledig over. In juni 2014 volgde een groot offensief in Noord-Irak, waarbij de beweging vrijwel alle grote steden aldaar kon innemen (waaronder Mosul) en zelfs Bagdad en de Koerdische hoofdstad Erbil bedreigde. ISIS hernoemde zichzelf hierop tot de Islamitische Staat en riep een kalifaat uit. De onrust was een nieuwe fase ingegaan en geëscaleerd tot de Iraakse Burgeroorlog.